# Henryk Maciołek
Henryk Maciołek (ur. 25 października 1930 w Biskupiej Woli) – polski lekarz weterynarii, nauczyciel akademicki. Poseł na Sejm PRL VI kadencji, senator III kadencji.

## Życiorys
Z wykształcenia lekarz weterynarii (absolwent Szkoły Głównej Gospodarstwa Wiejskiego w Warszawie), uzyskał następnie w 1971 stopień naukowy doktora. Habilitował się w 1996 w Państwowym Instytucie Weterynaryjnym na podstawie rozprawy zatytułowanej Stan zdrowotny oraz wskaźniki biochemiczne, morfometryczne i histologiczne u świń utrzymywanych w różnych systemach chowu. Zawodowo związany z Filią w Piotrkowie Trybunalskim Wyższej Szkoły Pedagogicznej w Kielcach (następnie Akademii Świętokrzyskiej i Uniwersytetu Jana Kochanowskiego). Doszedł do stanowiska profesora tej uczelni.
Pracował m.in. jako kierownik Państwowego Zakładu Leczniczego dla Zwierząt w Piotrkowie Trybunalskim. W latach 90. pełnił funkcję dyrektora Departamentu Weterynarii Ministerstwa Rolnictwa i Gospodarki Żywnościowej. W 1972 objął mandat posła VI kadencji z puli Zjednoczonego Stronnictwa Ludowego w okręgu Piotrków Trybunalski. W latach 1993–1997 sprawował  mandat senatora III kadencji, wybranego w województwie piotrkowskim z ramienia Polskiego Stronnictwa Ludowego.
Nie ubiegał się o reelekcję. Odznaczony Srebrnym Krzyżem Zasługi i Odznaką 1000-lecia Państwa Polskiego.